# Brynmawr-Experiment
Das Brynmawr-Experiment war ein von einer Quäker-Gruppe um Peter Scott initiiertes Projekt im südwalisischen Brynmawr, das zwischen 1928 und 1940 durchgeführt wurde. Ziel war es, die durch eine wirtschaftliche Rezession entstandene Armut zu lindern und den Arbeitslosen Beschäftigung zu geben, zunächst auf freiwilliger, unbezahlter Basis, später auf bezahlter Basis. Dafür wurden unter der Schirmherrschaft eines eigens gegründeten Unternehmens verschiedene Tochterfirmen gegründet, die sich der Ausübung unterschiedlicher Handwerke widmeten. Diese Unternehmen sollten nach einer Bewährungsprobe eigenständig werden und dann von einem Betriebsrat geführt werden. Allerdings waren die meisten nur von kurzer Dauer, mit Ausnahme der Brynmawr Bootmakers und der Brynmawr Furniture Makers: Die Brynmawr Furniture Makers hielten sich immerhin bis 1940, mussten aber dann infolge des Zweiten Weltkriegs schließen. Zuvor hatten die von Paul Matt und später von Arthur Reynolds designten Möbel eine breite Abnehmergruppe gefunden, da die sie modern, aber einfach gestaltet waren und sich primär am Arts and Crafts Movement orientierten. Die Brynmawr Bootmakers überstanden dagegen den Krieg und gingen erst 1959 in ein Konkurrenzunternehmen auf. Dennoch gelten die Brynmawr Furniture Makers als erfolgreichstes Unternehmen des Brynmawr-Experiments.
Maßgeblich beeinflusst wurde das Projekt von Peter Scott, der sich in den 1920er-Jahren in verschiedenen Quäker-Komitees engagiert hatte. In Brynmawr wurde er zu einer Führungsfigur, auch wenn er diesen Status selbst bestritt. Darüber hinaus waren eine Kerngruppe mit einer einstelligen Personenzahl sowie wechselnde Freiwillige an der Durchführung und Organisation des Projektes beteiligt. Mitte der 1930er-Jahre wandte sich Scott von den Quäkern ab und gründete mit An Order of friends eine eigene Gemeinschaft, deren wenige Mitglieder vor allem die am Brynmawr-Experiment beteiligten Personen und deren Familien waren. Nach der Formalisierung der Gemeinschaft 1936 diente sie als Mutterunternehmen, in dessen Firmenkonstrukt mehrere Unternehmen mit Bezug auf das Experiment existierten. Mitte der 1930er-Jahre verlor Scott das Interesse am Experiment und widmete sich einem neuen Projekt, den Subsistence Production Societies, die ebenfalls unter der Schirmherrschaft von An Order existierten, aber trotz einiger Verbindungen nicht zum Brynmawr-Experiment gezählt werden.
Finanziert wurde das Projekt vor allem durch Geld- und Sachspenden. Die Gründung der Unternehmen fiel dagegen teils aus diesem Muster heraus, da neben Spenden auch auf Beteiligungen und Anleihen zurückgegriffen wurde. Das gesamte Experiment wurde während seiner Durchführung von mehreren Seiten kritisiert, darunter von verschiedenen Gewerkschaften und der lokalen Labour Party. Zudem hatte es nur begrenzte Auswirkungen, denn bis 1939 sank die Arbeitslosenquote von Brynmawr lediglich von 90 % auf 70 %. Trotz einiger Exponate in musealem Besitz wurde dem Experiment im Laufe der Jahre immer weniger Beachtung geschenkt und es wird heute als „vergessener Teil der walisischen Geschichte“ gesehen. Aufmerksamkeit bekommen zumeist lediglich die Brynmawr Furniture Makers, deren Designer von der Autorin Pamela Manasseh zu den wichtigsten derjenigen Möbeldesigner gezählt werden, die die Prinzipien des Quäkertums mit denen des Arts and Crafts Movement kombiniert haben. Für Manasseh ist zudem das gesamte Experiment durch die Schaffung bezahlter Arbeitsplätze einzigartig.

## Hintergrund
Wirtschaft
Nachdem die britische Wirtschaft in und nach dem Ersten Weltkrieg einen Aufschwung erlebt hatte, stürzte sie im Frühling 1920 in eine Rezession ab. Durch den kriegsbedingten Wirtschaftsaufschwung war es zu Spekulationen gekommen, diese Spekulationsblase war nun aber geplatzt. Daneben wurde der Diskontsatz deutlich erhöht und die fehlende Bereitschaft der Regierung zu einer Erhöhung der Staatsausgaben und das mangelnde Vertrauen in die Wirtschaft taten ihr Übriges. Später vergrößerte die Weltwirtschaftskrise die Probleme noch weiter. Die Regierung vergab zwar einige öffentliche Aufträge, die die Konjunktur jedoch nicht merklich verbessern konnten. Hinzu kamen noch die üblichen Konjunkturschwankungen. Die einzelnen Ökonomen jener Zeit boten noch weitere Erklärungen an. So nannte Arthur Cecil Pigou überproportionale Lohnkosten, John Maynard Keynes eine Überbewertung des Pfund Sterling und William Henry Beveridge ein Ungleichgewicht zwischen Angebot und Nachfrage als weitere Gründe. Weitere Stimmen sahen zu hohe Preise, zu hohe Kosten oder eine fehlende Wettbewerbsfähigkeit als Gründe an. Von dieser Rezession betroffen waren insbesondere die Grundstoffindustrien, während andere Industriezweige wie die Konsumgüterindustrie und das Bauwirtschaft deutlich besser wegkamen und teilweise sogar wuchsen. Im Gegensatz zu diesen Industrien kamen bei den Grundstoffindustrien neben den Folgen der Weltwirtschaftskrise noch eine deutliche Konkurrenzunfähigkeit hinzu, wodurch die Produkte im internationalen Vergleich überteuert waren. Dadurch fielen den britischen Grundstoffindustrien die wichtigen Exportmärkte weitgehend weg und zahlreiche Arbeiter dieser Industrien mussten im gesamten Vereinigten Königreich entlassen werden. Dadurch schnellte die Arbeitslosenquote nach oben. Daneben war die Arbeitslosenquote auch deshalb sehr hoch, weil Gelegenheits- und Saisonarbeit noch weit verbreitet und die Arbeitsämter ineffizient waren.
Die Gebiete, in denen die Grundstoffindustrien die wichtigsten Arbeitgeber waren, wurden besonders hart von der Rezession getroffen. Neben einigen Gebieten im Norden Englands und im Süden Schottlands gehörte auch Südwales zu diesen Regionen. In den South Wales Valleys, in denen vor allem die Kohle-, Eisen- und Stahlindustrie vertreten war, schlossen zahlreiche Bergwerke und Stahlwerke. Da einige wenige solcher Stahlwerke die wichtigsten Arbeitgeber der gesamten Region, waren die Auswirkungen immens, als ein paar solcher Werke schlossen. Dies betraf zum Beispiel die Dowlais Steelworks, und die Ebbw Vale Steelworks. Im Falle solcher Schließungen mussten meist auch noch die Zulieferer schließen. Verschlimmert wurde die Situation in Südwales noch durch den lang anhaltenden Generalstreik von 1926, durch den zahlreiche Betriebe schließen mussten. Viele der Arbeitslosen fanden über mehrere Jahre hinweg keine neue Arbeit, wovon insbesondere die jüngeren, unerfahrenen und die älteren sowie die sowie unqualifizierten Arbeiter betroffen waren. Einige größere Städte wie Merthyr Tydfil, Blaina und Brynmawr hatten allein unter den Versicherten Arbeitslosenquoten von über 70 %. Brynmawr hatte mit einer Quote von zeitweise über 90 % besonders viele Arbeitslose, was vor allem an der Lage der Kleinstadt lag: mangels eigener Bergwerke oder Fabriken gingen die meisten Einwohner des Ortes in den Fabriken und Bergwerken im Umland der Stadt zur Arbeit. Die dortigen Arbeitgeber bevorzugten allerdings während der vorherrschenden Rezession die Arbeitskräfte aus der direkten Umgebung der Werke, wodurch den Arbeitskräften aus Brynmawr bevorzugt gekündigt wurde. Diese hohen Arbeitslosenzahlen wirkten sich auch negativ auf den Einzelhandel in Brynmawr aus. Ebenso wurden weniger alkoholische Getränke ausgeschenkt. Im Gegensatz dazu profitierten die beiden Kinos der Stadt von der Krise. Die Stadt hatte zudem nur eine mangelnde sanitäre Infrastruktur. Die Einwohner litten unter schlechten Lebensbedingungen und Ausbrüchen unterschiedlicher Krankheiten wie der Tuberkulose. Ebenso war die Kindersterblichkeit erhöht. Zusätzlich verwahrlosten zunehmend Gartenanlagen und Haustiere. Die Arbeitslosen wurden zudem psychologisch getroffen, vor allem dann, wenn sie trotz entsprechender Motivation für einen längeren Zeitraum keine Arbeit fanden. Die genauen Auswirkungen auf die Psyche waren von Person zu Person unterschiedlich, Pamela Manasseh sprach vor allem von negativen Auswirkungen auf den Selbstwert. Eine von Hilda Jennings bis 1934 durchgeführte Studie zeigte zudem, dass die Langzeitarbeitslosen wie auch Mütter körperlich abbauten. Viele Betroffene hegten aber zumindest zu Beginn der Rezession noch die Hoffnung auf eine Erholung der Wirtschaft. Ferner unterstützten sich die Stadtbewohner in gewissem Maße gegenseitig.
Die Regierung beschränkte sich in Südwales auf wenige spezielle Gegenmaßnahmen wie die Errichtung von Ausbildungszentren, eine „halbherzig[e]“ Maßnahme ohne große Wirkung. Des Weiteren konnten die Betroffenen Gelder über die National Insurance oder das Poor Law erhalten. Der Erhalt der Gelder war in beiden Fällen begrenzt und an Bedingungen geknüpft, welche allerdings in Teilen großzügig ausgelegt wurden. Obgleich die Verwaltung des Urban Districts von Brynmawr nur eingeschränkt aktiv war, versuchte sie, per Arbeitsbeschaffung die Not zu lindern. Diese Bemühungen wurden aber durch das fehlende Vertrauen der Bürger konterkariert. Auch andere Hilfsinitiativen bemühten sich in Brynmawr um Abhilfe, kooperierten aber kaum miteinander. Problematisch war bei diesen Versuchen der Mangel an (finanziellen) Ressourcen. In der britischen Öffentlichkeit überwog derweil die Annahme, die Armut in Südwales sei selbst verschuldet.
Quäker
Die Quäker, eigentlich (Religious) Society of Friends, sind eine nonkonformistische Religionsgemeinschaft, die in der Mitte des 17. Jahrhunderts entstand. Ihre Bemühungen haben das Ziel, Armut und Konflikte zu lindern, wozu auch ein Engagement gegen Arbeitslosigkeit zählt. Die Quäker heben Werte wie Ehrlichkeit, Gerechtigkeit, Fairness, Wahrheit, Respekt und Würde hervor. Ihre Wunschvorstellung liegt in einem nicht aufwendigen Leben, in dem durch simple Arbeit die Kreativität der Menschen gefördert werden und die Gemeinschaft eine wichtige Rolle einnehmen soll. Diese Gemeinschaft soll die Arbeit kontrollieren und dafür sorgen, dass neben den Werten auch die Förderung der Kreativität gegeben ist. Zudem gehen die Quäker davon aus, dass jeder Mensch gleich sei. Menschliches Leben sei heilig und wertvoll, wobei man den Wert durch Bildung und Arbeit steigern könne. Ein Beispiel für ihre Bemühungen sind verschiedene Maßnahmen zur Schaffung von Arbeit während der Hungersnot in Irland Mitte des 19. Jahrhunderts. Ab 1919 versuchten die Quäker, in Jordans (Buckinghamshire) eine autarke Dorfgemeinschaft mitsamt einer von den Einwohnern kontrollieren Jordans Village Industries Ltd. aufzubauen. Im deutschsprachigen Raum sind die Quäker für ihr Engagement für vom NS-Staat verfolgte Personen bekannt. Während der Wirtschaftskrise in den 1920ern rückte auch Südwales ins Interesse der Quäker, insbesondere ab dem Jahrestreffen 1926. Infolge dieses Treffens entstand ein Komitee, das die Situation beobachten und Maßnahmen gegen Arbeitslosigkeit ergreifen sollte, ferner eine erfolgreiche Spendensammlung. Das Engagement sollte das Leben der Arbeitslosen aufwerten, insbesondere mit nützlichen Aktivitäten. So gründete man in Trealaw ein Zentrum für Erwachsenen- und Weiterbildung, dessen Konzept sich über die gesamten South Wales Valleys ausbreitete. Die clubs genannten Einrichtungen entwickelten sich zu Stätten des Unterrichts und der Freizeitgestaltung. Sie boten die Möglichkeit zur Einnahme einer Mahlzeit und die Möglichkeit für vergütete, praktische Arbeit. Zudem fungierten sie als zentrale Anlaufstelle für karitative Hilfen. Finanzielle Schwierigkeiten erschwerten die Anfänge der Quäker-Initiative, weil die Berichterstattung über sie nicht so dicht war wie erhofft, sodass die landesweit gesammelten Spenden als wichtige Finanzierungsform gering blieben. Unter der Bevölkerung herrschte ein geringes Zusammengehörigkeitsgefühl sowie eine Erwartungshaltung gegenüber der Regierung, was die Arbeit der Quäker erschwerte.
Arts and Crafts Movement
Das Arts and Crafts Movement wurde maßgeblich von John Ruskin und William Morris beeinflusst. Ruskin war der Ansicht, dass das Handwerk bzw. mit den eigenen Händen gefertigte Produkte „dem Arbeiter Würde und Stattlichkeit, die Freiheit zur Kreativität und den Spaß daran“ zurückgeben würden, die ihm durch die industrielle Revolution weggenommen worden seien. William Morris romantisierte darüber hinaus das Mittelalter, in dem „die Kunst in den Händen des kreativen Handwerks aufgeblüht“ sei und im ländlichen England eine „gute Gesellschaft“ vorgeherrscht habe. Daraus schloss er, dass „eine Verbesserung des Lebens [...] durch eine Wiederbelebung des Handwerks“ zu erreichen sei. Als Idealbild diente dabei der in einer Zunft tätige Handwerker. Morris’ gesellschaftliche Utopien schlossen die industrielle Revolution und ihre Wirkungen sozusagen aus, und zwar zugunsten von einem „Regime, das Kameradschaft, Kreativität und persönliche Freiheit“ schätze. Dabei war für ihn der Sozialismus das Mittel zum Zweck. Zuträglich sei ein Umzug von der Stadt aufs Land. Morris und Ruskin kamen darin überein, dass jeder Einzelne seine „angeborene Kreativität in einer fördernden und die soziale Gerechtigkeit wahrenden Gemeinschaft finden und nutzen“ solle. Dabei gibt es einige gemeinsame Nenner zwischen Arts and Crafts Movement und den Quäkern, so zum Beispiel die Vision „einer Gesellschaft, die den Respekt für die Würde des Mannes durch Gleichheit konservieren und fördern würde,“ sowie das „gemeinsame Verständnis von [...] Wahrheit und Einfachheit“.

## Geschichte

### Beginn der Arbeit in Brynmawr
Während einer finanziellen Notlage im hauseigenen Hilfsfonds bat die Lokalverwaltung von Brynmawr die Quäker um Hilfe. Diese reagierten zunächst mit finanziellen Zuschüssen, durch die unter anderem Leder für eine Schusterei gekauft werden konnte. Im August 1928 besuchte eine kleine Delegation von Quäkern die Kleinstadt und gewann den Eindruck, dass Soforthilfe nötig sei. Während ihrer Reise kümmerten sich die Delegationsmitglieder um die Verteilung der finanziellen Mittel sowie von Geschenken. Peter Scott (1890–1972), der sich bereits bei den Quäkern an mehreren Stellen engagiert hatte, war Mitglied dieser Quäker-Delegation. Nach der Veröffentlichung ihres Berichts erhielt die Gruppe finanzielle Mittel von den führenden Organen der Quäker, die auf ein langfristiges Engagement der Gruppe in Brynmawr hofften. Federführend war dabei ein Komitee, das für die Folgen der Rezession in Südwales geschaffen worden war und später als Coalfields Distress Comitee bekannt wurde. Im Oktober 1928 waren Peter Scott und seine Frau sowie weitere Quäker dort bereits wohnhaft, nachdem sie ein Haus angemietet hatten, das auch für weitere freiwillige Helfer Platz bot. Peter Scott stieg zur Führungsfigur der Gruppe auf, auch wenn er selbst diesen Status ablehnte.

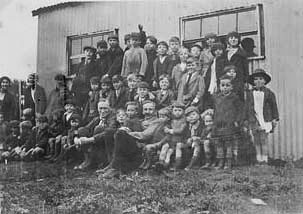
Pierre Cérésole mit Kindern in Brynmawr im Jahr 1931

Auch wenn kurz darauf erneut finanzielle Hilfen verteilt wurden, lag der Fokus der Gruppe zunächst auf karitativer Abhilfe. So verteilten die Quäker Sachspenden und organisierten eine Suppenküche. Mithilfe einer Unternehmensspende von Kodak dokumentierten sie die Not vor Ort und die eigenen Gegenmaßnahmen fotografisch. Zudem organisierte die Gruppe Selbsthilfegruppen und Spielgruppen für besonders arme Kinder und halfen bei der Verteilung von Lebensmittelmarken. Nach dem Vorbild der bereits bestehenden clubs in Südwales entstand auch in Brynmawr eine solche Einrichtung. Durch persönliche Kontakte eines der Quäker kam es zu einer Zusammenarbeit mit dem wohlhabenden Seebad Worthing, das sich nun an Hilfsmaßnahmen für Südwales und Brynmawr beteiligte. Darunter fielen unter anderem Reise- und Arbeitsmöglichkeiten für Jugendliche sowie ein Besuch der Ehefrau des Bürgermeisters zu Weihnachten 1928. Peter Scott hielt die Größe von Brynmawr und die konkrete Situation vor Ort für passend, um für die Umsetzung seiner Visionen konkrete Schritte einzuleiten. Scott sprach selbst später davon, dass die Gruppe den Plan entwickelt habe, „eine heruntergekommene Stadt wiederzubeleben, um ihr eigenes [Stadt]leben in wohltuender und lebhafter Weise wiederaufzubauen“. Damit habe man den Nachteilen der Hilfe von außen – „die Zerstörung der Unabhängigkeit des Individuums, [...] Eifersucht, Lustlosigkeit und die Tendenz, sich in schwierigen Lebenssituationen auf andere zu verlassen“ – entgegentreten wollen.
Zwischen September 1929 und August 1932 wurde eine Befragung der Einwohner durchgeführt. Ziel war es, Möglichkeiten für einen lokalen Wirtschaftsaufschwung zu ermitteln und die Probleme der Einwohner zu verstehen. Die Befragung umfasste acht Aspekte, von denen jeder jeweils von einer Gruppe aus Einwohnern bearbeitet wurde. Insgesamt waren 150 Einwohner an der Ausarbeitung beteiligt. Auch wenn die eigentlichen Untersuchungsfragen nicht beantwortet werden konnten, entstand bei den Quäkern der Eindruck, dass die lokale Wirtschaft in der bisherigen Form nicht konkurrenzfähig sei. Zugleich ermittelte die Umfrage, dass die Bevölkerung die Wiederbelebung der Wirtschaft nicht als primär ansah; sie hatte den Glauben an eine Zukunft der örtlichen Kohleindustrie verloren. Im Zuge der Befragung entstand das Brynmawr Community Council, das über das Ende der Umfrage hinaus Bestand hatte und sich um die Organisation der Freiwilligenarbeit kümmerte. Andere neu gegründete Komitees organisierten später die karitativen Arbeit. Gleichzeitig führte die britische Regierung selbst eine Untersuchung durch. Die Verantwortlichen unter Leitung von Hilary Marquand sprachen sich für eine Förderung der Leichtindustrie in Südwales aus. Dies wurde von walisischen Intellektuellen wie Iorwerth Peate und Saunders Lewis unterstützt; Peate sprach sich primär für das Handwerk aus, Lewis für die Landwirtschaft.

### Schaffung von Arbeitsplätzen
1929 galt die schlimmste Armut als bekämpft, und die Quäker entschieden sich, ihre Bestrebung auf das Schaffen von Arbeitsplätzen auszudehnen. Ziel war es, das Selbstvertrauen der Arbeitslosen durch die Schaffung von Arbeit und eventueller daraus entstehender Selbsthilfe zu stärken. Diese Arbeit sollte im Idealfall aus den Interessen der Bevölkerung hervorgehen und als Kooperative organisiert sein, um die Abhängigkeit des Dorfes zu reduzieren. Der Name Brynmawr-Experiment wurde  erstmals 1931 in einem Artikel des Manchester Guardian genutzt und bürgerte sich schließlich ein. Der Begriff „Experiment“ steht hierbei nicht für das wissenschaftliche Experiment, sondern bezieht sich vielmehr auf die neuartige Herangehensweise des Projektes.
Die ersten Bemühungen zur Schaffung von Arbeitsplätzen innerhalb des Brynmawr-Experiments bestanden darin, mithilfe von Unternehmensspenden Freiwilligenarbeit zur Verschönerung der Siedlung anzubieten. Dieser Versuch wurde durch die Sorgen der Arbeiter und die Kritik verschiedener Organisationen erschwert. Dennoch wurde er durchgeführt, da einige Bewohner von Brynmawr trotz Bedenken teilnahmen, auch wenn es keinen finanziellen Lohn und als Anreiz neben der Arbeit an sich lediglich die Versorgung mit einer Mahlzeit gab. Die Verschönerung umfasste unter anderem die Anlage von Gärten und Spielplätzen, aber auch Malerarbeiten an Hausfassaden. Andere Projekte nahmen den Bau eines Freibades und eines Kindergartens in Angriff, oder umfassten die Gründung verschiedener Vereine für Erwachsene, die Bildung eines regionalen Netzwerkes für Jugendclubs und den kulturellen Bereich.
Da sich die karitative Arbeit und das Angebot der Freiwilligenarbeit mehr und mehr verselbstständigte und man bezahlte Arbeitsplätze anbieten wollte, visierte Peter Scott die Gründung einer co-operative company als Mutter- und zahlreicher kleiner Handwerksbetriebe als Tochtergesellschaften an. Diese Idee wurde im Dezember 1929 auf einer öffentlichen Versammlung mit Unterstützung des Gemeinderates bekannt gegeben. Die Einwohner von Brynmawr unterstützten mehrheitlich den Vorschlag; ein Exekutivkomitee wurde geschaffen. Infolgedessen wurde im März 1930 die Brynmawr and Clydach Vale Industries Company Ltd. gegründet. Mit Hilfe verschiedener Finanzierungsmaßnahmen kamen mehrere tausend Pfund zusammen; eventuelle Gewinne sollten reinvestiert werden. Ziel des Unternehmens war der Kampf gegen die Arbeitslosigkeit und die Förderung der Kreativität der Betroffenen. Erste Unternehmen nahmen bereits 1929 ihre Arbeit auf. Zumeist betätigten sie sich im Bereich des Handwerks und bestanden nur wenige Jahre. Langlebig waren nur die Brynmawr Furniture Makers, die moderne Möbel produzierten, und die Brynmawr Bootmakers mit der Produktion und Reparatur von Schuhen. Beide Unternehmen waren konkurrenzfähig, allerdings machten die Brynmawr Bootmakers nur am Anfang Gewinne.

### An Order of friends, The Subsistence Production Societies und Ende
Derweil entfremdete sich Scott von den Quäkern, da er zwar von einzelnen Mitgliedern, aber nicht von der Organisation an sich unterstützt wurde. Über die Jahre hinweg kam es zwischen Scott und dem Coalfield Distress Committee mehrfach zu Problemen, beispielsweise wegen fehlender finanzieller Unterstützung für die Projekte in Brynmawr. Bereits 1929 war Scott von den übrigen Quäker-Projekten auf Distanz gegangen. 1934 beendete er schließlich seine Arbeit im Friends Home Service Commitee, das auch unter dem Namen Home Mission and Extension Committee firmierte, die Arbeit der Quäker unterstützten sollte und Scott unter anderem jährlich 350 £ hatte zukommen lassen. Zur gleichen Zeit gründete er eine eigene Gemeinschaft, die er An Order of friends nannte. Als eine Art „jesuitischer Ableger der Quäker“ bestand sie aus nur stets wenigen Mitgliedern, die in Teilen auch Anhänger der Quäker waren. Diese wurde 1936 formalisiert, sodass die An Order Holdings Limited anstelle der Brynmawr and Clydach Vale Industries Company Ltd. die neue zentrale Muttergesellschaft wurde. In den Jahresberichten der Gemeinschaft wurde auch die Entwicklung des Brynmawr-Experimentes beschrieben. Pamela Manasseh folgert aus diesen Berichten, dass für Peter Scott zu jener Zeit ein anderes Projekt Vorrang vor den beiden Unternehmen in Brynmawr hatte: die The Subsistence Production Societies (SPS), die hauptsächlich an zwei Standorten in Nordwestengland und Südwales Arbeitslosen die Möglichkeit gaben, durch wirtschaftliche Produktion sich selbst zu helfen. Auch die SPS gehörten zum Firmenkonstrukt der An Order Holdings Limited. Umstritten ist in der Forschung jedoch die historische Einordnung der SPS: Während sie für Pamela Manasseh unabhängig vom Brynmawr-Experiment betrachtet werden müssen, sieht Henry Ecroyd sie als „letzte Phase“ des Experiments. Auf jeden Fall profitierte Brynmawr von den SPS durch deren Produktion von Samen und Dünger.
Mit dem Zweiten Weltkrieg geriet das Brynmawr-Experiment ins Stocken. Die ehemals Arbeitslosen wurden entweder rekrutiert oder fanden in Zivil wieder Arbeit. Mittlerweile hatte sich die Wirtschaftslage in Südwales etwas entspannt, nachdem unter anderem eine Munitionsfabrik in Glascoed eröffnet hatte und die Ebbw Vale Steelworks wiedereröffnet worden waren. Letztere hatten im Oktober 1938 den Betrieb wieder aufgenommen, nachdem sie von einer regional agierenden Firma aufgekauft worden waren und diese auf Druck der britischen Regierung die Anlagen mit einer neuen Technik ausgestattet hatte. Bereits 1937 hatte die Six Bells Colliery südlich von Abertillery ihren Betrieb wieder aufgenommen. Anfang 1940 schlossen deshalb die Brynmawr Furniture Makers ihre Tore, was das Ende des Experiments bedeutete. Lediglich die Brynmawr Bootmakers existierten weiter, da während des Kriegs ein großer Bedarf an Schuhwerk bestand. An Order of friends war 1939 bereits vor dem Kriegsbeginn aufgelöst worden.

## Unternehmen
Nach der Gründung der Brynmawr and Clydach Vale Industries Company Ltd. fokussierten sich die Verantwortlichen auf die Schaffung neuer Arbeitsplätze und ihre Finanzierung sowie auf das Zusammenstellen einer Betriebsleitung mit erfahrenen Geschäftsmännern. Die einzelnen Tochterunternehmen sollten von Beginn als Kooperative von den Arbeitern kontrolliert und besessen werden. Die Muttergesellschaft sollte in dieser ersten Phase Handlungsempfehlungen geben und dem Tochterunternehmen sogenannte Shared Services abnehmen. Ferner sollte die Muttergesellschaft das Tochterunternehmen anfangs mit einem Darlehen finanzieren. Dieses sollte aus den ersten erwirtschafteten Gewinnen beglichen werden. Nach einer Probezeit wurden die rentablen Unternehmen den Arbeitern als Anteilseigner übergeben. Gleichzeitig beendete die Muttergesellschaft auch ihre weiteren Starthilfen. Dadurch sollten die Kooperativen weitgehend unabhängig werden. Im Bedarfsfall sollte die Mutter den Tochterunternehmen weitere Darlehen zur betrieblichen Weiterentwicklung zur Verfügung stellen können. Jedes Unternehmen sollte als kommerzielles Unternehmen mit Tariflöhnen aufgebaut sein und von einer Geschäftsleitung geführt werden. Soziale Komitees sollten jeweils die Kinderbetreuung, Bildung und gegebenenfalls materielle Hilfsgüter organisieren. Die meist kurzlebigen Unternehmen des Brynmawr-Experiments waren in sehr unterschiedlichsten Bereichen tätig, um möglichst vielen Leuten Arbeit zu geben. So gab es eine Strickerei, eine Weberei und eine Strumpffabrik, ein Unternehmen für Stepparbeiten sowie eine Bergbau-Arbeitsgruppe. Außerhalb von Brynmawr wurde eine Hühnerzucht betrieben. Weitere Unternehmen widmeten sich dem Buchbinden und der Landwirtschaft.
Eine andere Gruppe, die zunächst von Scott bestellte Kinderschuhe reparieren und gegebenenfalls neue produzieren sollte, entwickelte sich zu den Brynmawr Bootmakers. Einige Jahre zuvor hatte es in Brynmawr bereits eine Schuhfabrik gegeben, sodass noch ein Fabrikgebäude existierte und Arbeiter mit Erfahrung in der Schuhherstellung vor Ort waren. Die Schuhmacher traten von sich aus an Peter Scott heran, während die meisten anderen Unternehmensgründungen auf Scotts Initiative hin erfolgten. Die bereits existierende Schuhfabrik namens Gwalia Works wurde zur Heimat der Bootmakers, aber auch einer Gruppe von Holzarbeitern namens Brynmawr Furniture Makers. Auch diese Unternehmung hatte gute Startvoraussetzungen, da mit Paul Matt ein Möbelbauer in Brynmawr anwesend war. Peter Scott sah in der Holzbearbeitung – neben den bereits bekannten Vorteilen der Nützlichkeit für die Arbeitslosen, den Verkaufsmöglichkeiten der Produkte sowie der Schaffung neuer Arbeitsplätze – zudem die Möglichkeit, andere Bereiche des Experiments mit dem nötigen Material zu versorgen, beispielsweise die landwirtschaftlichen Initiativen und die Hühnerhaltung. Tatsächlich wurden die Brynmawr Furniture Makers zum erfolgreichsten Unternehmen des Projektes, hatten die größten Umsätze und entwickelten sich in der Gruppe zum größten Arbeitgeber. Bis 1939 investierten die Muttergesellschaften in die Bootmakers und die Furniture Makers rund 28.000 £. In den ersten sechs Jahren belief sich die Gehaltssumme von Brynmawr Furniture Makers auf einen ähnlichen Wert. Zu diesem längerfristigen Erfolg gerade dieser beiden Unternehmen trugen die jeweils genannten günstigen Ausgangsbedingungen bei. Deshalb werden die Gründungen dieser beiden Unternehmen als glückliche Fügung für das gesamte Experiment angesehen.

### Brynmawr Bootmakers
Die Brynmawr Bootmakers nahmen im August 1929 nach der Zahlung eines Kredits von 500 £ ihren Betrieb auf. Erste Aufträge umfassten eine Lieferung von je 2500 Paaren nach Maes-yr-Haf und Brynmawr selbst. Wenig später konnte man mithilfe des Kredits die Gwalia Works beziehen und so die noch vorhandenen Maschinen der Fabrik nutzen. Priorität hatten die Kinderschuhe; den überschüssigen Bestand veräußerte man über einen Hilfsfonds. Ein Teil der Schuhe wurde zudem an bedürftige Kinder gespendet. Im selben Jahr bekamen die Quäker ein Darlehen zur Renovierung der alten Fabrik, in der ab 1930 zwei Abteilungen die Schuhe produzierten, aber auch eine Gruppe von Webern untergekommen war. 1931 produzierten die acht männlichen und vier weiblichen Mitarbeiter der Brynmawr Bootmakers 300 Schuhe pro Woche. Man vereinbarte mit dem Fonds eine zehnprozentige Gewinnbeteiligung, der Gewinn lag jedoch pro Halbjahr bei 12 %. Die Qualität der Arbeit reichte aus, um konkurrenzfähig zu sein. Mehr als 25 Familien benötigten aufgrund dieser neu geschaffenen Arbeitsplätze keine Hilfeleistungen mehr. Bis 1931 konnte Brynmawr Bootmakers Ltd. Gewinne erwirtschaften. Nach dem Zusammenbruch des Fonds war dies allerdings nicht mehr möglich. Durch Bekanntmachungen in verschiedenen Zeitungen, auf Produktausstellungen oder öffentlichen Präsentationen konnten die Bootmakers ihre Einnahmen trotzdem noch einmal etwas steigern. Wegen geschäftlicher Verbindungen zur British Army überstand das Unternehmen den Zweiten Weltkrieg und das Ende des Brynmawr-Experiments als selbstständiges Unternehmen. Erst 1959 wurde es von einem Konkurrenzunternehmen übernommen.

### Brynmawr Furniture Makers
Die Brynmawr Furniture Makers, die sich dem Bau von Möbeln widmeten, waren das Subunternehmen mit dem größten Erfolg und existierten zwischen 1929 und 1940. Die Möbel wurden zumeist aus Eichenfurnierschichtholz gefertigt und meist mit einer Schicht Hartwachs überzogen. Die genaue Ausführung des Produktes variierte je nach Kundenwunsch, beispielsweise hinsichtlich der Bespannung der Sitzfläche. Die Möbel waren modern gestaltet, orientierten sich aber nicht nur an der Philosophie der Quäker und der entsprechenden Einfachheit, sondern auch an Einflüssen des Arts and Crafts Movements.
In den ersten Jahren wurde das Unternehmen maßgeblich von Paul Matt geprägt. Der Sohn eines ostdeutschen Möbelbauers trat als Designer in Erscheinung, anfangs aber auch als Ausbilder neuer Arbeitskräfte und später in der Geschäftsführung und in der Vorarbeit. Ende 1931 stellte Matt Arthur Basil Reynolds ein, der als Vorarbeiter tätig wurde, die Produktion beaufsichtigte und Mitte der 1930er-Jahre Matt weitestgehend ersetzte, da jener einen Posten in der handwerklichen Leitung der NCSS-Clubs annahm. Unter Reynolds stellte sich das Unternehmen breiter auf und hatte immer mehr Erfolg, wodurch es zeitweise mehrere Dutzend Mitarbeiter beschäftigte. Trotz eines Brandes in den Gwalia Works, nach dem diese wiederaufgebaut werden mussten, baute das Unternehmen einen Ausstellungsraum in London auf, der allerdings nur gut ein Jahr bestand. Die Marketingstrategie war vielfältig, Schwerpunkt waren temporäre Ausstellungen in verschiedenen Orten. Zielgruppe war im Gegensatz zu den anderen Unternehmen primär die Mittelschicht. Mit Beginn des Zweiten Weltkrieges machten die Brynmawr Furniture Makers jedoch zunehmend Verluste. Im Februar 1940 fand die letzte Produktausstellung statt; zeitgleich entschloss man sich zur Schließung des Unternehmens.

## Involvierte Personen
Organisiert und durchgeführt wurde die Arbeit in Brynmawr durch eine kleine Gruppe von Quäkern, deren genaue Anzahl von Zeit zu Zeit und je nach Bedarf schwankte. Die Kerngruppe bestand aus weniger als zehn Quäkern. Die führende Person der Gruppe war Peter Scott, dessen erste Frau Lilian bis zu ihrem Tod 1935 ebenfalls in Brynmawr tätig war. Zum weiteren Kreise um das Ehepaar gehörten die Sekretärin und die für finanzielle und organisatorische Angelegenheiten zuständigen Personen. In den Anfangsjahren gehörten zudem Hilda Jennings als Leiterin der Einwohnerbefragung, Paul Matt als Zuständiger für die clubs und die Brynmawr Furniture Makers sowie Margaret Pitt zur Kerngruppe. Diese Quäker bekamen regelmäßig Unterstützung von freiwilligen Helfern, so beispielsweise beim Verteilen von Spenden durch die Jugendorganisation der Quäker oder beim Bau des Schwimmbades durch den International Voluntary Service. Als Hauptquartier und Wohnstätte der Quäker diente das Haus in der 31 Alma Street, das man zu Beginn angemietet hatte. Wenn dieses Gebäude nicht ausreichte, um die freiwilligen Helfer zu beherbergen, organisierten die Quäker deren Unterbringung in den Häusern anderer Einwohner von Brynmawr.
Die Autorenfamilie Wiliam hält die Sichtweise dieser Gruppe für unterscheidbar von der der Quäker im Allgemeinen. Sie sei insbesondere praktischer ausgerichtet und revolutionärer gewesen. Gleichzeitig sei die Gruppe in Brynmawr in der Lage gewesen, den Geschäftssinn und die allgemeine finanzielle Kompetenz der Quäker für ihre Zwecke zu nutzen. Aus der Kerngruppe des Brynmawr-Experiments stammen mehrere Schriften, darunter mit dem Werk Brynmawr: A Study Of A Distressed Area (1934) von Hilda Jennings eine Veröffentlichung aus der Zeit, in der der das Experiment eigentlich noch lief. Mehrere Jahrzehnte später folgte das Buch Our Unemployed: Can the past teach the present? von Margaret Pitt, in dem sie ihre Erinnerungen an ihre Zeit in Brynmawr beschreibt.

## Finanzierung
Zur Finanzierung des Experiments trat Peter Scott regelmäßig an die Öffentlichkeit, sodass der Spectator 1931 eine Serie von Artikeln über das Brynmawr-Experiment mitsamt einem Spendenaufruf veröffentlichte. Außerdem wurden Artikel im Manchester Guardian, in verschiedenen Sozial- und Wirtschaftsmagazinen und in Veröffentlichungen seitens der Quäker publiziert. Die Finanzierung des Experiments war insgesamt recht vielfältig. So erhielt die Gruppe kurz nach ihrer Ankunft in Brynmawr finanzielle Mittel von den Quäkern. Später erhielt man von den Friends neben weiteren finanziellen Mitteln auch Sachspenden, beispielsweise durch einzelne Mitglieder oder durch den Hilfsfonds der Quäker.
Im Laufe der Zeit wurde diese Unterstützung aber immer weniger nötig, da zum Beispiel auch der Mansion House Fund die Arbeit in Brynmawr unterstützte. Ein weiterer wichtiger Faktor war die Partnerschaft von Brynmawr mit Worthing, dessen Einwohner Sachspenden wie Kleidung für Brynmawr sammelten, jedoch auch finanzielle Mittel zur Verfügung stellten. Abgesehen von den Bewohnern Worthings gab es auch weitere Privatpersonen, die das Brynmawr-Experiment unterstützten. In Rücksprache mit Peter Scott beteiligte sich auch der Brynmawr Male Voice Choir mit einer Tournee an der Spendensammlung. Die sozialwissenschaftliche Umfrage konnte mit Geldern verschiedener Institutionen wie dem University College of South Wales in Cardiff realisiert werden. Der Bau des Schwimmbades wurde durch eine Spende aus dem französischen Lagarde ermöglicht, während der kurz danach gebaute Kindergarten mit Geldern von Save the Children errichtet wurde. Die Brynmawr and Clydach Vale Industries Company Ltd finanzierte sich dagegen neben Spenden auch über Beteiligungen und Anleihen.

## Aus- und Nachwirkung
Das Prinzip des Experiments in Brynmawr beeinflusste weitere Projekte im Vereinigten Königreich, insbesondere die Subsistence Production Societies. In Hinsicht auf die Arbeitslosigkeit hatte das Brynmawr-Experiment nur eine örtliche, begrenzte und kurzfristige Auswirkung: Zwischen 1932 und 1939 hatte Brynmawr weiterhin im Vergleich zur südwalisischen Kohleregion eine höhere Arbeitslosenquote, auch wenn deren Wert in diesem Zeitraum von 90 % auf 70 % sank. James Grimston, 5. Earl of Verulam, der ohne Hervorhebung seines damaligen Titels Lord Forrester als Jim Forrster ab 1934 Manager der Subsistence Production Societies und ab 1935 der Brynmawr Bootmakers gewesen war und 1938 in die Unternehmensleitung seines Familienunternehmens Enfield Cables aufgerückt war, versprach bei seiner Heimreise 1938, nach Brynmawr zurückzukehren. Tatsächlich versuchte er nach dem Zweiten Weltkrieg, mit einem eigenen Projekt der Wirtschaft der Kleinstadt wieder auf die Beine zu helfen. Für dieses Projekt, das in der Bevölkerung nicht richtig angenommen wurde und auch deren Bedürfnisse verfehlte, ließ Forrester mit der Brynmawr Rubber Factory eine Fabrik in Brynmawr errichten. In dieser sollten verschiedene Gummierzeugnisse hergestellt werden. Sein Projekt sollte zwar allzu große „Kluften“ zwischen Arbeitern und Chefetage vermeiden, aber nicht wie beim Brynmawr-Experiment als Kooperative organisiert sein. Dafür zielte Forrester vor allem auf eine Verbesserung der Lebens- und Arbeitsumstände. Dieses Projekt, das später von Dunlop Rubber weitergeführt wurde, hatte aber wie auch die Ansiedlung eines Technologieunternehmens einige Zeit später nur begrenzte Auswirkung auf den Arbeitsmarkt. 1985 betrug die Arbeitslosenquote immer noch 20 %; die Jugend litt ebenfalls immer noch unter einem Mangel an Qualifikationen. Durch den fortgeschrittenen Niedergang der Kohleindustrie veränderte sich die lokale Wirtschaft bis ins 21. Jahrhundert hinein nicht wesentlich. Zugleich hatten aber die von den Quäkern geschaffenen Freizeitangebote über mehrere Jahrzehnte Bestand. Die Quäker selbst sind in Brynmawr nicht mehr vertreten.
Das Experiment gilt heute als „vergessener Teil der walisischen Geschichte“. Lange Zeit pflegten vor allem die Bürger von Brynmawr die Erinnerungen an diese Zeit. Um 2010 war das Brynmawr-Experiment laut Pamela Manasseh allerdings selbst unter den Einwohnern der Kleinstadt und den Quäkern kaum noch bekannt. Aufzeichnungen der Beteiligten stammen vor allem von Quäkern. Schriftlich festgehaltene Erinnerungen von ehemaligen Arbeitern lägen lediglich in einstelliger Zahl vor. In der Bibliothek des Londoner Quäker-Hauptquartiers und in der Newport Museum and Art Gallery sowie deutlich begrenzter auch im Museum of Welsh Life in St Fagans finden sich Sammlungen unveröffentlichter Manuskripte. Lange Zeit wurde das Experiment an sich nur am Rande behandelt: 1961 beschäftigte sich der Sozialhistoriker Harry Armytage in seinem Werk Heavens below: Utopian experiments in England 1560-1960 mit dem Experiment. Sein utopiehistorischer Kollege Dennis Hardy behandelte die Unternehmungen in Brynmawr zusammen mit der Subsistence Production Societies in ähnlich geringem Umfang im Jahr 2000. Zuvor hatte auch Victoria Perry das Experiment als Vorgeschichte in ihrem Buch zur Brynmawr Rubber Factory thematisiert. Erst mit der 2009 veröffentlichten Dissertation von Pamela Manasseh gab es ein wissenschaftliches Werk, das sich hauptsächlich dem Brynmawr-Experiment widmete. Daran schloss sich wenig später die Autorenfamilie Wiliam an, die 2010 in walisischer Sprache und 2012 in englischer Sprache ein Buch über das Brynmawr-Experiment und insbesondere über die Brynmawr Furniture Makers verfassten.

## Bewertung

### Zeitgenössisch
Das Experiment generierte durch seinen Ansatz nationale – und bis zu einem gewissen Maße auch internationale – Aufmerksamkeit. Unterstützung erhielt es von Intellektuellen wie Saunders Lewis und Iorwerth Peate. Die Quäker hatten nach ihrer Ankunft in Brynmawr Probleme mit der Bevölkerung, die anfänglich mit Missmut und Spott auf die Neulinge reagierte. Obgleich sie in Brynmawr wohnten, wurden die Quäker auch in den nächsten Jahren nicht in die Dorfgemeinschaft integriert. Ein Großteil der Bevölkerung stand ihnen kritisch gegenüber und hinterfragte die Motive der aus England stammenden Quäker, auch weil man einen Autoritätsverlust befürchtete. Daneben hatten auch die Vorbehalte mancher Arbeiter, die sich um ihr Arbeitslosengeld fürchteten, eine Mitschuld am Misserfolg der ersten Versuche.
Darüber hinaus waren in den Jahren des Experiments immer wieder kritische Stimmen von verschiedenen Organisation zu vernehmen. So verweigerten beispielsweise die örtliche Labour Party und Gewerkschaften eine Beteiligung an der sozialwissenschaftlichen Umfrage. Auch die ersten Versuche zur Schaffung von Arbeit auf freiwilliger Basis stießen bei der Labour Party und den Gewerkschaften auf Kritik, da sie eine Untergrabung ihrer Verhandlungsposition befürchteten. In anderen Bereichen wurden die Quäker von den Gewerkschaften kritisiert, weil die lokale Wirtschaft von den Maßnahmen (hier dem Bereitstellen von Materialien zur Schuh-Reparatur) negativ betroffen sei oder weil sich die Arbeiter der Quäkergruppe im Kohlegeschäft nicht an einem Streik beteiligen wollten. Diese lokalen Vorbehalte wurden teilweise zum Beispiel von regionalen Gewerkschaften unterstützt, unterschieden sich aber deutlich von den nationalen Einschätzungen: auf nationaler Ebene befürworteten die Gewerkschaften genauso wie die Labour Party das Experiment. Ebenso stießen die Bemühungen der Quäker bei anderen religiösen Gruppierungen auf Vorbehalte.

### Retrospektive Einordnungen
Das Brynmawr-Experiment ordnet Pamela Manasseh als ein typisches Projekt der Quäker ein, das in der Tradition um das soziale Zeugnis der Quäker stehe. So sei das Brynmawr-Experiment wie bereits zahlreiche andere Quäker-Projekte durch Bemühungen um mehr Humanität angetrieben worden. Typisch sei es auch, dass man dies „durch die Bereitstellung und Ermöglichung von Beschäftigungen und bezahlter Arbeit“ zu erreichen versucht habe. Ebenso charakteristisch für Quäker-Projekte seien die damit verbundenen Bemühungen um mehr Würde und Selbstachtung der Beteiligten. Dies korreliert mit dem Menschenbild der Quäker. Generell gebe es zwischen anderen Hilfsinitiativen und insbesondere zwischen denen des staatlichen National Council for Social Service und dem Brynmawr-Experiment einige Überschneidungen: die Bereitstellung physischer Spenden und psychologischer Hilfe durch verschiedene Freizeit- und Arbeitsprojekte. Der entscheidende Unterschied liege darin, dass das Brynmawr-Experiment bezahlte Arbeitsplätze schaffen wollte, was beim NCSS nicht der Fall gewesen sei. In diesem Punkt sei das Brynmawr-Experiment einzigartig.
Einige Überschneidungen gibt es aber auch zwischen dem Brynmawr-Experiment und den Ansichten Peter Scotts einerseits und dem Arts and Crafts Movement andererseits. Dazu zählen die Hervorhebung des Wertes jedes menschlichen Lebens und der menschlichen kreativen Ader. Ziel war es, eine „kreative Gemeinschaft“ zu bilden, in der sich der Einzelne wohl fühle und seine Kreativität ausleben könne. Man bemühte sich um die Würde des Einzelnen, was man unter anderem in der Schaffung von Arbeitsplätzen in handwerklichen Berufen wiederfindet, mit denen man gleichzeitig die Kreativität fördern konnte. Die Schaffung der Arbeitsplätze habe des Weiteren das Ziel gehabt, den Arbeitern „Stolz und Freude“ mitzugeben und neben ihrer Gesundheit auch ihren inneren Frieden zu steigern. Davon hätten sich die Quäker in Brynmawr eine Genesung der Gesellschaft erhofft, auch wenn ihnen bewusst gewesen sei, dass dies nur sehr langsam geschehen würde. Zur Gemeinnützigkeit des Experiments sollte zudem jedes einzelne Unternehmen beitragen, zum Beispiel über Sozialkomitees. Diese Dorfgemeinschaft und damit auch den Ort habe man wiederbeleben wollen, wobei man versucht habe, die Dorfgemeinschaft in diesen Prozess aktiv mit einzubinden. Ein weiteres Ziel sei eine Verbesserung der sozialen Gerechtigkeit gewesen.
Alles in allem stellte das Experiment einen Versuch dar, Scotts gesellschaftliche Visionen umzusetzen und ein „neues Konzept von Demokratie“ zu entwickeln. Scott sah durch die schwierige Lage in der Region die Möglichkeit, die alte Gesellschaftsordnung durch eine neue, in seinen Augen bessere zu ersetzen. Manasseh zieht den Schluss, dass Scott die Welt „durch praktische und pragmatische Methoden“ habe verbessern wollen. Seine Vorstellungen zum Brynmawr-Experiment hätten starke Ähnlichkeiten zu den Visionen von Morris und Ruskin, weshalb Projekt als Teil des Arts and Crafts Movement gesehen werden müsse. Zudem sei der Brynmawr-Experiment auch der Versuch gewesen, die Quäkerzeugnisse beziehungsweise die Ideale von George Fox, dem Gründervater der Quäker, in die Tat umzusetzen. Diese Verbindung der Quäker-Tradition und des Arts and Crafts Movement sei „einzigartig im Bezug auf die Ausprägung der Überschneidungen“ gewesen. Für die Autorenfamilie Wiliam ist das Brynmawr-Experiment ein „heroischer und revolutionärer Versuch, der Gesellschaft ein neues Gesicht zu geben“, auch wenn der Erfolg des Versuchs im Vergleich zu den Chartisten oder den Rebecca Riots begrenzt gewesen sei. Jeffrey L. Thomas sieht den Erfolg des Brynmawr-Experiments vor allem darin, dass es den Menschen Alternativen zur Kohleindustrie aufgezeigt und somit die Psyche der Bewohner gestärkt habe. Die Quäker, die noch von dem Experiment wissen, erinnern sich heutzutage vor allem an den Aspekt der sozialen Gerechtigkeit, die durch das Experiment verwirklicht werden sollte.
Victoria Perry urteilte 1994 in ihrem Buch zur Brynmawr Rubber Factor, dass das Brynmawr-Experiment eine gute Intention gehabt habe, die Ausführung aber mitunter naiv gewesen wäre. Der Sozialhistoriker Harry Armytage ordnete das Experiment sowohl als Hilfsprojekt für „arbeitslose Bergarbeiter“ als auch als Wiederbelebung „der Tradition des Sozialexperiments“, wodurch es eine Opposition zum deterministischen Zeitgeist gewesen sei. Der Utopie-Historiker Dennis Hardy verteidigte das Brynmawr-Experiment und ähnliche Unternehmungen gegen Kritiker, die eine Nähe zum Sozialismus sehen: die Organisatoren des Experiments seien trotz des Haderns mit dem existierenden Wirtschaftssystem apolitisch gewesen und die Unternehmung an sich habe „mehr gemeinsam mit den zahlreichen gemeinnützigen oder religiös motivierten Projekten“ vom Ende des 19. bzw. Anfang des 20. Jahrhunderts. Solche Projekte wie das Brynmawr-Experiment seien vor allem „spirituell“ gewesen.